# Крутовский (Волгоградская область)
Крутовский — хутор в Серафимовичском районе Волгоградской области.
Административный центр Крутовского сельского поселения.

## География

### Улицы
| - ул. Виноградная - ул. Донская - ул. Заречная - ул. Молодёжная - ул. Набережная - ул. Подгорная - ул. Солнечная | - ул. Степная - ул. Цветочная - ул. Центральная - ул. Школьная - ул. Яблоневая - пер. Берёзовый - пер. Южный |

## Население
| 2010 |
| ---- |
| 521  |